# Staurotheca megalotheca
Staurotheca megalotheca är en nässeldjursart som beskrevs av Vervoort och Watson 2003. Staurotheca megalotheca ingår i släktet Staurotheca och familjen Sertulariidae. Inga underarter finns listade i Catalogue of Life.